# Musulmani (naționalitate)
Termenul musulmani (în bosniacă, croată: Muslimani; sârbă și macedoneană: Муслимани) a fost folosit în Republica Socialistă Federativă Iugoslavia ca denumire oficială a slavilor musulmani ca naționalitate. Aceștia erau una din națiunile constituente ale Bosniei și Herțegovinei. După destrămarea Iugoslaviei la începutul anilor 1990 au fost recunoscuți prin constituție ca bosniaci în Bosnia și Herțegovina, așa cum erau înainte de înființarea Regatului Iugoslaviei după sfârșitul Primului Război Mondial. Aproximativ 100 000 de oameni de-a lungul fostei Iugoslavii încă se consideră musulmani ca naționalitate, pe când alții se auto-identifică ca fiind bosniaci, iar într-o măsură mai mică gorani, torbeși sau pomaci. Ultimele două nume sunt de asemenea folosite de slavii musulmani care locuiesc în afara fostului spațiu iugoslav, în special Bulgaria și în țări care nu au rădăcini slave precum Grecia și Turcia.